# Jorox
 (30 mai 2017).
Jorox est un village tout de blanc vêtu de la province de Malaga, dans le sud de l'Espagne. Il est situé à quelques kilomètres de Yunquera, enserré dans le Parc naturel de la Sierra de las Nieves, qui est peuplé de sapins andalous appelés pinsapos.

## Histoire
La ville d'époque arabe possède des vestiges de l'époque, et notamment des arches, situées dans la rue Calvario (calle Calvario), et qui marquent l'entrée du village ainsi que les aqueducs.
Avant l'électricité, le village était riche car il vivait de ses 7 moulins et de la farine produite. Les moulins ont fermé et la population s'est déplacée.

## Monument
- Église Sainte-Anne (Santa Ana) construite au XVIIIe siècle sur l'emplacement des ruines d'une ancienne église du XVIe siècle.